# (145451) 2005 RM43
(145451) 2005 RM43 (тимчасова назва 2005 RM43) — великий транснептуновий об'єкт, який перебуває в Розсіяному диску за межами поясу Койпера. Був відкритий 9 вересня 2005 року американськими астрономами Ендрю Бекером (Andrew Becker), Ендрю Пакеттом (Andrew Puckett) і Джеремі Кубікою (Jeremy Martin Kubica) в Обсерваторії Апачі-Пойнт у Санспот, штат Нью-Мексико. Діаметр астероїда становить приблизно 600 км і, зважаючи на це, він є кандидатом у карликові планети.

## Опис

Зображення 2005 RM_{43} до відкриття, зроблене Обсерваторією Сайдинг-Спрінг у 1976 році.

Астероїд 2005 RM43 спостерігали 303 рази протягом 17 протистоянь, а зображення, зроблені до відкриття, датуються 1976 роком. Орбіта добре визначена з параметром невизначеності 2.
У 2018 році, 3 лютого та 24 грудня, астероїд 2005 RM43 двічі затемнював фонові зорі. Затемнення в лютому дало довжину хорди 456 км. Спостереження затемнення в грудні дали дві позитивні хорди, які разом дають приблизний діаметр 644 км. Архів Джонстона оцінює діаметр 2005 RM43 в 584 км, виходячи з абсолютної величини 4,4 і передбачуваного альбедо 0,09.